# Svend Foyn
Svend Foyn (Tønsberg, 9 luglio 1809 – Nøtterøy, 30 novembre 1894) è stato un filantropo e baleniere norvegese.
È ricordato per aver rivoluzionato la caccia alla balena, introducendo il cannone-arpione sulle baleniere che trasportavano poi i cetacei uccisi alle navi-officina per la lavorazione. Questo procedimento ridusse notevolmente i rischi derivanti dalla tradizionale caccia alla balena, che avveniva con arpioni lanciati a mano e con la lavorazione immediata. Il cannone-arpione aumentò inoltre il numero di specie cacciate, poiché permetteva di abbattere anche le balenottere azzurre (non cacciate in precedenza perché troppo grandi e perché tendevano ad affondare una volta uccise).

## Biografia
Foyn nacque nel quartiere di Foynegården a Tønsberg da Laurentius Foyn (1772-1813) e Benthe Marie Ager (1781-1842). All'età di 11 anni iniziò a navigare e fino al 1845 si dedicò al trasporto di legname dalla Svezia e dalla Norvegia ai porti europei. Nel 1846 partecipò alla sua prima spedizione di caccia alle foche nella contea di Vestfold e finanziò la costruzione di una piccola flotta di baleniere con il capitale guadagnato negli anni. Fu tra i finaziatori della spedizione norvegese con la nave Antarctic e i membri dell'equipaggio gli dedicarono l'isola Foyn, la seconda per estensione del gruppo delle Possession

### Caccia alle balene
Nel 1868 fece costruire la prima baleniera a vapore del mondo, la Spes et fides. La nave era lunga 29 m, pesava 86 t, aveva un motore da 20 cv che dava una velocità massima di 7 nodi. A prua si trovava a un cannone lancia-arpioni con una gittata 50 m, azionato da 500 g di polvere da sparo. Per rendere istantanea la morte del cetaceo colpito, Foyn aggiunse dell'esplosivo anche nella testa dell'arpione. Questa tecnologia gli consentì di uccidere 30 balene in un anno, fatto che all'epoca aveva dell'incredibile. In questo modo Foyn inaugurò una nuova industria baleniera, dominata prima da norvegesi, inglesi e americani e poi da russi e giapponesi.

### Filantropia
Con l'industria baleniera e il brevetto del cannone-arpione nel 1870, Foyn accumulò una considerevole fortuna. Fece costruire a Tønsberg dei complessi residenziali per i suoi dipendenti (i cosiddetti Svend Foyns Arbeiderboliger) e finanziò la costruzione di una biblioteca, di una cappella (la Svend Foyns Bedehus) e del primo asilo cittadino.

### Vita privata
Foyn si sposò due volte. La prima volta nel 1839 con Elise Amalie Wærenskjold (i due divorziarono 3 anni dopo e Wærenskjold emigrò in Texas) e la seconda volta nel 1849 con Magdalene Margrethe Bull.
Nel 1853 fu insignito dell'Ordine reale norvegese di Sant'Olav e nel 1893 ricevette la Gran Croce da Oscar II. 
Foyn e la moglie Bull morirono rispettivamente nel 1894 e nel 1905 e furono sepolti nella Cattedrale di Tønsberg.
Non avendo figli, la coppia intestò l'eredità (oltre 3 milioni di corone) ai propri dipendenti e alle loro famiglie.